# Nemanja Radulović
Pour les articles homonymes, voir Radulović.
Nemanja Radulović (Немања Радуловић), né le 18 octobre 1985 à Niš en Serbie, est un violoniste franco-serbe.

## Biographie
Nemanja Radulović commence l'étude du violon en 1992. Il obtient en 1996 le Prix d'Octobre pour la musique de la ville de Belgrade, puis, en 1997, le Prix Spécial du ministère de l’Éducation de la République serbe « Talent de l'année 1997 ». Il poursuit ses études musicales en 1998 au Conservatoire de Sarrebruck auprès de Joshua Epstein, et de Dejan Mihailović en 1999, à la Faculté des Arts de Belgrade. À l'âge de quatorze ans, il s'installe en France où il se perfectionne dans la classe de Patrice Fontanarosa au Conservatoire national supérieur de musique et de danse de Paris.
En 2006, il remplace au pied levé Maxim Vengerov dans le concerto de Beethoven avec l’Orchestre philharmonique de Radio France et Myung-Whun Chung à la Salle Pleyel. Depuis, il se produit comme soliste international, en formation avec les deux ensembles de chambre qu'il a fondés : Les Trilles du Diable et Double Sens, ou encore régulièrement avec la harpiste Marielle Nordmann, et les pianistes Laure Favre-Kahn et Susan Manoff.
Régulièrement invité d'honneur de rendez-vous musicaux prestigieux (festival de musique de Sully, les Nuits romantiques du lac du Bourget, la Chaise-Dieu, Un Violon sur le Sable, etc.), Nemanja Radulović accède à une notoriété populaire en promenant son violon sur des plateaux télévisés, comme Vivement Dimanche en 2015. Sa récente signature chez le label Deutsche Grammophon ne fait que confirmer son statut de star internationale. Il joue avec les meilleurs orchestres et chefs d’orchestre du monde (Alondra de la Parra, Santtu-Matias Rouvali, Eiji Oue, Sascha Goetzel...). Invité des salles de concerts les plus prestigieuses (Carnegie hall à New York, Philharmonie de Berlin, théâtre des Champs-Élysées, Philharmonie de Paris, Konzerthaus de Vienne et Berlin, Suntory Hall à Tokyo...). 
Nemanja donne entre 80 et 100 concerts par an dans le monde entier.
Sa discographie chez Decca et Deutsche Grammophon allant de la période baroque (Bach, Vivaldi) en passant par les sonates de Beethoven, concertos de Mendelssohn, Tchaikovsky, Paganini, Khachaturian, sont récompensés par les critiques internationaux.
En juillet 2019, il fait ses débuts au Royal Albert Hall de Londres lors des BBC Proms. 
Il joue sur un violon Jean-Baptiste Vuillaume de 1843.
Il est depuis 2011, le parrain de l'école élémentaire Henri-Barbusse de Saint-Martin-d'Hères.

## Récompenses et distinctions
- 1996 - Prix d’Octobre de la ville de Belgrade.
- 1997 - Élu « Talent de l’année » par le Ministère de l’Éducation serbe.
- 1998 - Cinquième prix de Concours international de violon prix Rodolfo-Lipizer (plus jeune lauréat du concours - 12 ans).
- 2001 - Deuxième prix (premier prix non attribué) de Concours Antonio-Stradivarius - Crémone.
- 2001 - Premier prix de concours Georges-Enesco de Bucarest.
- 2003 - Premier prix de concours international de violon de Hanovre.
- 2005 - « Révélation internationale de l’année » aux Victoires de la musique classique.
- 2006 - Nommé « Rising Star » pour la saison 2006/2007.
- 2014 - « Soliste instrumental » aux Victoires de la musique classique.
- 2015 - Doctorat honoris causa de l'université de Nis.
- 2015 - "ECHO" prix de musique - Berlin.
- 2015 - "Elle Style award" musicien de l'année.

## Discographie
- 2006 - Pièces pour violon seul (Transart Live)
- 2008 - Mendelssohn, Concertos pour violon 1 et 2 (Transart Live)
- 2009 - Les trilles du diable (Decca)
- 2010 - Beethoven, Sonates pour violon et piano 5, 7 et 8, avec Susan Manoff, piano (Decca)
- 2011 - Les cinq saisons (les quatre saisons de Vivaldi et "Spring in Japan", composition originale d'Alexander Sedlar) (Decca)
- 2013 - Après un rêve, avec Marielle Nordmann (Transart)
- 2013 - Paganini Fantasy (Deutsche Grammophon)
- 2014 - Carnets de Voyage (Deutsche Grammophon)
- 2016 - Bach (Deutsche Grammophon) avec l'ensemble Double sens
- 2017 - Tchaikovsky (Deutsche Grammophon)
- 2018 - Baïka (Deutsche Grammophon)
- 2020 - Essentials (Deutsche Grammophon)
- 2022 - Roots (warner classics)
- 2023 - Beethoven (warner classics)
- 2024 - Bach (warner classics)